# イェゼルスコ
イェゼルスコ（Jezersko, ドイツ語：Ober-Seeland）は、スロベニアの市。1995年、イェゼルスコはプレッドヴォルに編入されたが、1998年に独立した自治体となった。もともとは歴史的な地域であるカリンティアに属していたが、2005年には上カルニオラ地方の一部となった。自治体の中心地はズゴルニェ・イェゼルスコの町である。
イェゼルスコは、カムニク＝サヴィンヤ・アルプスのコクラ渓谷という人里離れた場所に位置しており、ゼーベルク峠とオーストリアのケルンテン州との国境の南にある。オーストリアと国境を接している。

## 市議会
市議会は市町村の権利と義務の枠内ですべての事項についての意思決定機関である。定数は７名。